# سوکسینیل‌سولفاتیازول
سوکسینیل‌سولفاتیازول (انگلیسی: Succinylsulfathiazole) یک داروی سولفونامید و یک پودر کریستالی سفید یا زرد-سفید است. این ماده در محلول‌های آبی هیدروکسیدهای قلیایی و کربنات‌ها حل می شود اما بسیار کمی در آب حل می‌شود.
این دارو به عنوان یک داروی بسیار طولانی‌اثر طبقه بندی می‌شود. نزدیک ۹۵٪ از دارو در روده باقی می‌ماند و تنها 5٪ به آرامی به سولفاتیازول هیدرولیز می شود و جذب می شود.
این دارو برای فعالیت ضد باکتریایی خود در دستگاه گوارش استفاده می‌شود.  دوز ۱۰ تا ۲۰ گرم در روز در دوزهای منقسم است.
گروه سوکسینیل برای تشکیل یک پیش‌دارو برای آزادسازی کنترل‌شده داروی سولفاتیازول متصل می‌شود.